# Информационная перегрузка

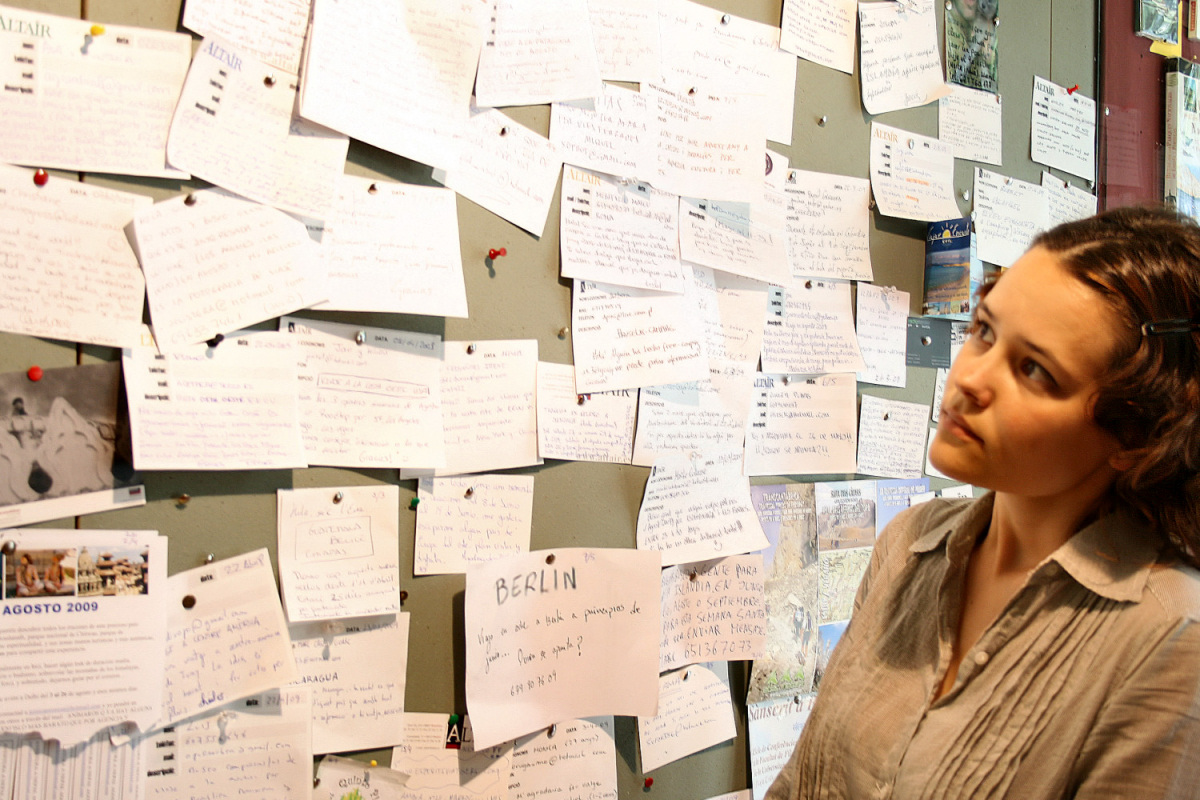
На доске объявлений слишком много информации

«Информационная перегрузка» — термин, в соответствии с которым описываются проблемы и, соответственно, принятие решений, когда в качестве их причины рассматривается избыток информации для восприятия и мышления в режиме линейной последовательности, как он обычно характерен при чтении книги. Термин упоминается в книге Бертрама Гросса «Управление организацией» 1964 года, но популяризировал его Элвин Тоффлер в своем бестселлере «Шок будущего» 1970 года.
Термин и понимание информационной перегрузки предшествовали Интернету, и могут пониматься в рамках библиотечных и информационных наук, а также психологии. В психологии информационная перегрузка понимается как переизбыток информации, поступающей в сознание. По Тоффлеру, информационная перегрузка — это сенсорная перегрузка в Информационную эпоху (термин, который был введен им[уточнить] в 1950 году). Сенсорную перегрузку понимали как причину дезориентации и отсутствия адекватной ответной реакции. Тоффлер, понимая информационные перегрузки как то, что происходит с человеком в режиме линейной последовательности (линейности) восприятия и мышления, утверждал, что информационная перегрузка имеет подобного рода эффект только на высоком когнитивном уровне, он писал: «Когда человек погружается в быстро и нерегулярно меняющуюся ситуацию или новый насыщенный контекст, точность его предсказаний резко снижается. Он больше не может делать достоверную оценку, от которой зависит рациональное поведение.»
По мере того как мир всё более развивается в соответствии с глобализацией, всё большее число людей подключается к Интернету, чтобы провести собственное исследование и получить возможность производить и потреблять данные со всё большего количества сайтов. Участники теперь классифицируются как активные пользователи, потому что всё большее количество людей становится охваченным цифровой эпохой. Всё большее число людей считаются активными писателями и зрителями из-за своего участия. Этот поток создает новую жизнь, где мы находимся в опасности стать зависимыми от этого метода доступа к информации. Поэтому мы видим, информационная перегрузка из-за мгновенного доступа к такому количеству информации не гарантирует достоверности и отсутствие дезинформированности.

## Информационный шум
Информацио́нный шум — культурный феномен, возникший в XX веке, который описывает наличие в тексте элементов, усложняющих его понимание, искажающих смысл изложенного или вовсе полностью препятствующих адекватному пониманию его содержания. Понятие информационного шума относится к современному медиапространству и способам распространения информации в условиях информационной «перегруженности» общества.
Информационный шум (или информационная перегрузка) возникает в условиях переизбытка информации («переинформированности»), что, как следствие, пагубно влияет на способность индивида адекватно анализировать ситуацию и «фильтровать» получаемую информацию в силу перегруженности, вызываемой обилием информационных сообщений.
Это понятие, вопреки расхожему мнению, возникло раньше Интернета и было частично описано в литературных произведениях (в частности, в книге «Шок будущего» Элвина Тоффлера 1970 года).
В последующем термин получил широкое распространение: Билл Гейтс в своей книге «Дорога в будущее», опубликованной в 1996 году, отметил, что данный феномен, а именно «перегрузка информацией является достаточно распространённой». Из этого следует, что исследуемое понятие не стоит связывать только с онлайн-сферой: ещё задолго до того, как интернет стал сетью, используемой по всему миру, проблема информационной перегрузки имела место (в традиционных СМИ, например).
Наиболее предметно этот феномен был описан в книге Роберта Уилсона «Моя жизнь после смерти». В одной из глав («Информационная перегрузка») автор на примере кадра из «Печати зла» Орсона Уэллса показывает, насколько серьёзно такой метод, как монтаж кадров и правильно подобранный музыкальный ряд, может стать способом пропаганды и намеренно спровоцировать искажённое восприятие информации.
Молдавский учёный Аркадий Дмитриевич Урсул выделяет две группы информационных шумов:
1. Шум, возникающий из-за переизбытка неважной для индивида информации;
2. Шум-следствие переизбытка важной и релевантной, но при этом неоднократно повторяющейся информации.

Так, к первой группе «шумов» Урсул относит рекламные сообщения, любого рода пропагандистскую информацию, спам и контекстную рекламу. Вторая группа, в свою очередь, состоит из, по сути, информационно наполненных и нужных для реципиента сообщений, повторяющих друг друга, например, конспектирование.
Однако обычно информационный шум подразделяется на намеренный (преднамеренный) и непреднамеренный. Намеренный шум — информационный фон, нередко приравниваемый к процессу дезинформирования. Иными словами, создание преднамеренных «шумов» можно характеризовать как создание искусственной ситуации, в которой информаторы делают ставку на обилие и даже переизбыток информационных сообщений, что ведёт к сложности восприятия реципиентами информации, а также стиранию границ между правдой и вымыслом.

## История

### Ранняя история
Информационная перегрузка была зарегистрирована во все периоды, когда достижения в области технологии увеличили производство информации. Уже в 3 и 4 веках до нашей эры люди относились к информационной перегрузке с неодобрением. Примерно в это же время Экклезиаст писал: «А сверх того, сын мой, остерегайся составлять много книг — конца не будет; а много читать — утомительно для плоти». В 1 веке нашей эры Сенека Старший прокомментировал, что «обилие книг является отвлечением внимания». Аналогичные жалобы вокруг роста книг были также упомянуты в Китае.

### Ренессанс
Около 1400 года Иоганн Гутенберг изобрел печатный станок, и это ознаменовало собой ещё один период распространения информации. В результате снижения издержек производства, создание печатных материалов — брошюр, рукописей книг стало доступно для среднего человека. Учёные жаловались на обилие информации по целому ряду причин, таких как снижение качества текста из-за доступности его распространения, они также чувствовали, что снабжение новой информацией отвлекает и трудно управляемо.

### Информационная эпоха
В XX веке достижения в области компьютерных и информационных технологий породили Интернет.
В последние годы, эпоху информации — точнее, инфокоммуникаций, или электронных средств коммуникации, если иметь в виду тезис М. Маклуэна «Средство коммуникации есть сообщение (The medium is the message)», то есть средство коммуникации воздействует на человека и общество прежде всего само по себе, в силу своей собственной природы, — в контексте рабочей среды информационные перегрузки могут действовать как отвлекающая и неуправляемая информация, имея в виду спам по электронной почте, почтовые уведомления, мгновенные сообщения, посты из микроблогов и социальных сетей. В результате прерывание на такую информацию негативно влияет на концентрацию внимания сотрудника. Судя по некоторым данным, после просмотра электронной почты более 25 минут может уйти на то, чтобы работник вернулся к полноценному исполнению возложенных на него обязанностей.

## Происхождение
Довольно ранний пример употребления термина «информационная перегрузка» можно найти в статье Якова Якоби, Дональда Спеллера и Кэрола Кон Бернинга, которые проводили эксперимент среди 192 домохозяек. В статье подтверждалась гипотеза о том, что изобилие информации о брендах приводит к ухудшению принятия решения. Но задолго до этого идея была введена Дидро, хотя это не был термин «информационная перегрузка»: «На протяжении веков количество книг будет расти постоянно, и можно прогнозировать, что придёт время, когда из книг так же трудно будет узнать что-нибудь, как от непосредственного изучения всей вселенной. Искать долю правды, скрытую в природе, будет почти так же удобно, как и отыскать скрытое в огромном множестве переплетенных томов» — писал Дидро в Энциклопедии.

## Общие причины
Основные причины информационной перегрузки включают:
- стремительный рост новой информации, которая производится;
- простота дублирования и передачи данных через интернет;
- увеличение доступных каналов входящей информации (например, телефон, электронная почта, мгновенный обмен сообщениями, rss);
- большое количество исторических сведений;
- противоречия и неточности в имеющейся информации;
- низкое соотношение сигнал/шум[1];
- отсутствие метода сравнения и обработки различных видов информации;
- куски информации не связаны или не имеют общей структуры для выявления их отношений.

### Электронная почта
Электронная почта остается основным источником информационной перегрузки, так как люди пытаются идти в ногу со скоростью входящих сообщений. Также как с фильтрацией нежелательных рекламных сообщений (спама) пользователям приходится бороться с растущим использованием вложений в электронной почте в виде объемных докладов, презентаций и мультимедийных файлов.
В 2007 году блог New York Times описал e-mail как причину, по которой экономика теряет 650 млрд долларов. И в апреле 2008 года она[кто?] же сообщила, что «электронная почта стала бичом некоторых людей в профессиональной жизни» из-за перегрузки информацией, но «ни один из современных громких интернет-стартапов, сосредоточенных на электронной почте, в действительности не устраняет проблему перегрузки, потому что никто не помогает готовить нам ответы».
В январе 2011 года Eve Tahmincioglu[кто?], работающая в MSNBC написала статью под названием «Что делать с переполненным почтовым ящиком». Компилируя статистические данные с комментариями экспертов, она сообщала, что в 2010 году 294 млрд сообщений отправлялось ежедневно, в 2009 — 50 млрд. Цитируя автора: Маша Эган, эксперт по рабочей продуктивности, заявила, что люди должны понимать разницу между работой с электронными письмами и их сортировкой. Это означало, что прежде, чем сразу же отвечать на каждое письмо, следует удалить ненужные электронные письма и рассортировать остальные. Потом Эган говорит: мы более проводимые, чем когда-либо прежде, и в результате мы должны быть более внимательны, управляя электронной почтой, иначе она будет управлять нами.
The Daily Telegraph цитирует Николаса Карра, бывшего исполнительного редактора Harvard Business Review и автора книги «Пустышка: Что интернет делает с нашими мозгами», в которой говорится, что электронная почта эксплуатирует наш основной человеческий инстинкт поиска новой информации, делая людей зависимыми, заставляя их «бездумно нажимать рычаги в надежде получить дозу социальной и интеллектуальной пищи». Его озабоченность разделяет Эрик Шмидт, исполнительный директор Google, который заявил, что «мгновенные устройства» и обилие информации, воздействию которой люди подвергаются посредством электронной почты и других технологических источников может оказывать воздействие на мыслительный процесс, препятствуя глубокому мышлению, пониманию, тормозит формирование воспоминаний и затрудняет процесс обучения. Это состояние «когнитивной перегрузки» уменьшает возможность удержания информации и не позволяет соединить воспоминания, переживания, хранящиеся в долговременной памяти, оставляя мысли «тонкими и рассеянными». Это отражается и в образовательном процессе.
Технологические инвесторы проявляют аналогичную обеспокоенность.

### Всемирная паутина
В дополнение к электронной почте, мировая паутина предоставила доступ к миллиардам страниц информации. Во многих офисах работникам предоставлен неограниченный доступ в интернет, позволяя им управлять своими собственными исследованиями. Использование поисковых машин позволяет пользователям быстро находить информацию. Тем не менее, информация, опубликованная онлайн, не всегда надежна из-за отсутствия полномочий утверждения и обязательной точности проверки перед публикацией. В результате люди пользуются перекрёстной проверкой читаемых материалов перед принятием решения, и это занимает больше времени.

## Реакции

### Реакция бизнеса и власти
Многие учёные, корпоративные лица, принимающие решения, и федеральные политики признают величину и растущее влияние этого явления. В июне 2008 года группа заинтересованных исследователей из разнообразных корпораций, небольших компаний, академических учреждений и консалтинговых агентств создали Группу Исследования Информационной Перегрузки, некоммерческая заинтересованная группа, посвященная повышению осведомленности, обмену результатами научных исследований и содействию создания решений вокруг информационной перегрузки.
Недавние исследования показывают, что «экономия внимания» возникает от информационной перегрузки, что позволяет интернет-пользователям обрести больший контроль над их онлайн-опытом, особенно в отношении средств связи, таких как электронная почта и сервисы мгновенных сообщений.
Это может предполагать какую-то стоимость для привязанных к электронным письмам. Например, менеджеры взимают небольшую плату за каждое полученное письмо, например, 5$, которое должен оплатить отправитель. Цель такого начисления в том, чтобы заставить отправителя рассмотреть необходимость перерыва. Однако, такое предложение подрывает основу популярности e-mail, а именно — её бесплатность.

### Средства массовой коммуникации
Средства массовой коммуникации (СМК), проводят исследования в целях содействия повышению степени осведомленности об информационной перегрузке. В исследовании «Предвестники рака информационной перегрузки: результаты национального опроса» проводилось изучение относительно людей, которые столкнулись с информационной перегрузкой при поиске медицинской информации о раке, и влиянии этого процесса на них. Вывод из исследования объясняет как должна быть распределена медицинская информация и как должны проводиться информационные кампании для предотвращения распространения в интернете неуместной или некорректной информации.
Кроме того, существует множество книг, публикующихся, чтобы способствовать более глубокому пониманию информационной перегрузки и обучить читателя обрабатывать информацию более осознанно и эффективно. Это такие книги как «Выживание в информационной перегрузке» Кэвина Миллера, «Управление информационной перегрузкой» Линн Лайвели и «Принцип релевантности» Стефании Лучетти, продуктивно рассматривающие эту тему.

### Проблема организации
Некоторые учёные-когнитивисты и графические дизайнеры подчеркивают различие между сырой информацией и информацией в той форме, в которой мы можем использовать её в мыслительных операциях. С этой точки зрения информационную перегрузку нагляднее будет показать как организацию недогрузки. То есть, они предполагают, что проблема заключается не столько в объёме информации, но в том, что мы не можем понять, как её использовать в сыром или предвзятом виде, в котором она предстает нам. Авторы, которые приняли этот курс, художник-график и архитектор Сол Вурмен и статистик и когнитивист Эдвард Тафти. Вурмен использует термин «информационная тревога», чтобы описать наше отношение к объёму информации в целом и наши ограничения на её обработку. Тафти, в первую очередь, фокусируется на визуализации количественной информации и анализирует способы визуальной организации сложных наборов данных, облегчающих ясное мышление.